# Лейкв'ю (Огайо)
Лейкв'ю (англ. Lakeview) — селище (англ. village) в США, в окрузі Лоґан штату Огайо. Населення — 1184 особи (2020).

## Географія
Лейкв'ю розташований за координатами 40°29′17″ пн. ш. 83°55′47″ зх. д. / 40.48806° пн. ш. 83.92972° зх. д. (40.487976, -83.929595).  За даними Бюро перепису населення США в 2010 році селище мало площу 1,84 км², з яких 1,83 км² — суходіл та 0,01 км² — водойми.

## Демографія
Згідно з переписом 2010 року, у селищі мешкали 1072 особи в 446 домогосподарствах у складі 272 родин. Густота населення становила 581 особа/км².  Було 576 помешкань (312/км²).
Расовий склад населення:
| - 97,2 % — білих - 0,7 % — чорних або афроамериканців - 0,3 % — корінних американців - 0,1 % — вихідців з тихоокеанських островів - 0,1 % — азіатів |

До двох чи більше рас належало 1,2 %. Частка іспаномовних становила 1,0 % від усіх жителів.
За віковим діапазоном населення розподілялося таким чином: 23,2 % — особи молодші 18 років, 62,1 % — особи у віці 18—64 років, 14,7 % — особи у віці 65 років та старші. Медіана віку мешканця становила 39,8 року. На 100 осіб жіночої статі у селищі припадало 92,5 чоловіків;  на 100 жінок у віці від 18 років та старших — 95,0 чоловіків також старших 18 років.
Середній дохід на одне домашнє господарство  становив 50 461 долар США (медіана — 47 727), а середній дохід на одну сім'ю — 53 822 долари (медіана — 48 859). Медіана доходів становила 37 500 доларів для чоловіків та 32 679 доларів для жінок. За межею бідності перебувало 15,7 % осіб, у тому числі 27,4 % дітей у віці до 18 років та 9,5 % осіб у віці 65 років та старших.
Цивільне працевлаштоване населення становило 492 особи. Основні галузі зайнятості: виробництво — 35,0 %, освіта, охорона здоров'я та соціальна допомога — 13,6 %, транспорт — 11,8 %, роздрібна торгівля — 10,8 %.